# Museo di Salisburgo
Il Museo di Salisburgo, precedentemente conosciuto con il nome di Museo Carolino-Augusteum, è un museo di Salisburgo che tratta della storia e delle tradizioni della città e del circondario. Comprende anche altri musei della città.

## Storia e descrizione
Il Museo di Salisburgo venne fondato nel 1834 presso l'arsenale di Salisburgo da Vinzenz Maria Süß: nel 1835 a seguito della visita del governatore Albert Graf Montecuccoli la mostra di armi, libri, documenti, monete e minerali divenne accessibile al pubblico. Con il sostegno del sindaco di Salisburgo, Alois Lergetporer, negli anni successivi vennero aggiunte altre sale, grazie anche alle donazioni da parte di privati cittadini. Nel 1850 prese il nome di Carolino-Augusteum dopo che la vedova di Francesco II d'Asburgo-Lorena, Carolina Augusta di Baviera, si trasferì a Salisburgo.
Col passare degli anni il museo si ingrandì maggiormente e l'edificio che l'ospitava non riusciva più a soddisfare le esigenze espositive: si iniziò così a pensare a un nuovo palazzo tra il Sebastiansfriedhof e la stazione centrale ma il progetto non ebbe seguito. Nel 1873 al suo interno venne trasferita la scuola di belle arti. Nel 1895 la sezione di storia naturale fu trasferita, per mancanza di spazio, al palazzo Mirabell: si pensò di trasferire in questo palazzo l'intero museo. Successivamente si ipotizzò il trasferimento presso la fortezza di Salisburgo ma lo scoppio della prima guerra mondiale impedì la realizzazione del progetto: al termine della guerra parte del museo venne sgomberato per carenza di abitazioni. Nel 1923 la collezione di storia naturale venne definitivamente spostata all'Haus der Natur.
Durante il periodo del nazionalsocialismo, il museo doveva essere ospitato prima in un edificio nazista a Griesgasse e in seguito nell'abbazia di San Pietro: anche in questo caso, con lo scoppio della seconda guerra mondiale, non venne realizzato alcuno di questi progetti. Il primo bombardamento americano di Salisburgo il 16 ottobre 1944 provocò numerosi danni al museo: il terzo attacco distrusse gran parte dell'edificio. Tuttavia gran parte della collazione scampò alla distruzione trasferita in sedici punti di raccolta a prova di bomba, come nella miniera di sale di Hallein, nei castelli o nella fattorie poco fuori dalla città; altri beni non trasportabili andarono distrutti, mentre altri, come il Sattler-Panorama vennero recuperati dalla macerie e restaurati e altri ancora furono rubati.
Nel 1967 il museo venne trasferito in una sede provvisoria: successivamente furono aperti musei correlati al principale come il Domgrabungsmuseum nel 1974 e lo Salzburger Spielzeug Museum nel 1978. Per anni si cercò una nuova sede: nel 1997 si decise di trasferirlo alla Neue Residenz; venne riaperto il 30 maggio 2007 e nel 2009 ottenne il Premio del museo europeo dell'anno.
Sotto la gestione del museo anche il Panorama Museum Salzburg, il Volkskunde Museum, il Festungsmuseum, il Domgrabungsmuseum, il Salzburger Spielzeug Museum e il Keltenmuseum Hallein.